# Liebfrauenkirche (Recklinghausen)

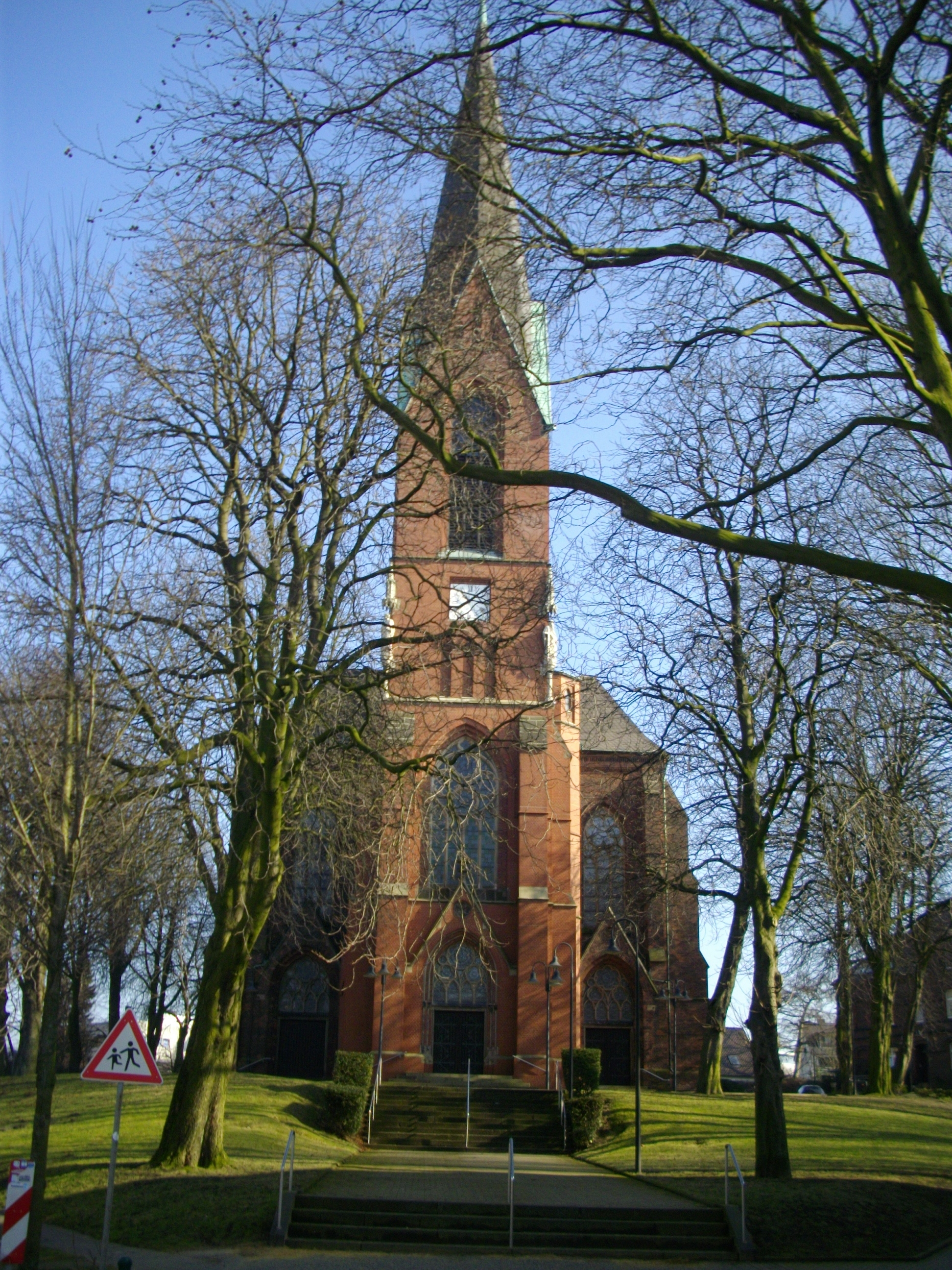
Liebfrauenkirche in Recklinghausen

Die Liebfrauenkirche in Recklinghausen ist ein neugotisches Kirchengebäude, das mit seinem 75 Meter hohen Turm den Mittelpunkt des östlichen Teils der Stadt bildet. Die römisch-katholische Pfarrkirche wurde am 19. Oktober 1903 geweiht und steht seit 1987 unter Denkmalschutz.

## Geschichte
Mit dem Beginn des Abteufens auf der Zeche General Blumenthal 1873 siedelten sich an der Dortmunder Straße und an der Castroper Straße Bergarbeiter an. Die explosionsartige Zunahme der Bevölkerung gegen Ende des 19. Jahrhunderts machte den Bau einer weiteren Kirche notwendig. Der Landbesitzer Heinrich Phil genannt Sanders stellte für den Bau der neuen Kirche vier Morgen Land zur Verfügung. Da das Gelände bisher nur landwirtschaftlich genutzt wurde, mussten einige neue Straßen angelegt werden. Auf Drängen des damaligen Bischofs von Münster Hermann Dingelstad wurde auf dem Grundstück Castroper Straße 43 (damals noch Suderwicher Straße 43) eine Notkirche errichtet, die am 9. Oktober 1900 geweiht wurde. Diese Kirche trug den Namen „Rosenkranzkirche“. Mit der Zeit bürgerte sich jedoch der Name „Liebfrauenkirche“ ein. Die Notkirche war ein Fachwerkbau mit einer Länge von 28 Metern, einer Giebelhöhe von sieben Metern und zehn Metern Breite. Auf dem Dach befand sich ein kleiner Dachreiter mit einer Höhe von vier Metern. Der Recklinghäuser Architekt Franz Lohmann (1870–1952) plante die neue Liebfrauenkirche. 1901 begann man mit dem Bau. Die – später entfernte – Ausmalung wurde dem damals bekannten Kirchenmaler Augustin Kolb übertragen.

## Bauwerk und Lage
Die Kirche liegt auf einer Anhöhe gegenüber dem früheren Gebäude der Liebfrauengrundschule. In unmittelbarer Nachbarschaft befinden sich das Pfarrhaus, der Liebfrauenkindergarten (der Teil des Familienzentrums Triangel Liebfrauen ist) und das Pfarrheim. Das Kirchengrundstück grenzt an die Liebfrauenstraße, von der auch eine Zufahrt zur Kirche führt, sowie an die Rosenstraße, von der aus zwei Treppen zur Kirche führen, und an die Straße Neuhillen. Der im unteren Teil quadratische und nach oben hin rund und spitz zulaufende Turm ist 75 Meter hoch und mit roten Ziegelsteinen umrandet. In einer Höhe von 45 Metern thronen die beiden Figuren der Apostel Petrus und Paulus. Der Turm ist mit dem Gebäude verbunden, im unteren Teil des Turms befindet sich der Haupteingang zur Kirche. Die Kirche verfügt über fünf Eingänge, von denen die Tür vorne links zu einem barrierefreien Eingang für Mobilitätseingeschränkte ausgebaut wurde. Im Mittelschiff befinden sich große Pfeiler, denn es handelt sich um eine dreischiffige Hallenkirche, bei der Mittelschiff und Seitenschiffe gleich hoch sind. Durch die großen Fenster wirkt der Innenraum sehr hell.
Ein Jahr nach der Liebfrauenkirche wurde in Suderwich die ursprünglich fast baugleiche Johanneskirche geweiht, für die ebenfalls Lohmann verantwortlich war.

## Ausstattung

### Altar und Ambo
Der Zelebrationsaltar und der Ambo wurden von der Künstlerin Hildegard Schürk-Frisch geschaffen. Die Zwischenräume der vier Altarbeine sind den gotischen Fensterspitzbögen nachempfunden. Die Verzierungen der vier Altarbeine zeigen zentrale Themen aus dem Marienleben, und zwar die Geburt Christi, die Verkündigung, die Hochzeit zu Kana sowie Maria mit dem Leichnam Jesu. Durch eine schlichte Gestaltung möchte die Künstlerin eine Konzentration auf das Wesentliche bei den Kirchenbesuchern erreichen. Den neben dem Zelebrationsaltar stehenden Ambo gestaltete die Künstlerin ebenfalls. Er steht auf drei alten Eichenstämmen, die zwei Buchablagen aus Bronze tragen. Außen auf dem Ambo sieht man Maria im Kreis der Apostel.

### Chor
Im hinteren Teil des Chors steht ein Hochaltar aus dem Jahr 1904. Er hat eine Höhe von neun Metern und eine Breite von sechs Metern. Die Szenen in den Seitenflügeln des Altars sind am Leben Jesu und seiner Botschaft orientiert: Geburt, Verkündigung, Brotbrechen, Auferstehungsbild. Im Hochaltar ist auch der Tabernakel eingelassen. Etwas weiter vorn im Chor steht das Chorgestühl.

### Seitenschiffe
Im rechten Seitenschiff hängt rechts ein großes Kreuz, im vorderen Teil ist der Marienaltar aufgestellt. Er nimmt Bezug auf das Patrozinium der Kirche und zeigt Maria mit dem Jesuskind auf dem Schoß, die dem heiligen Dominikus einen Rosenkranz übergibt. Im linken Seitenschiff steht ein Herz-Jesu-Seitenaltar, davor das Taufbecken. Die beiden Beichtstühle, die 1993 zu Beichträumen umgebaut wurden, befinden sich in der Mitte des linken und des rechten Seitenschiffs.

### Orgel
Die Firma Franz Breil erbaute im Jahr 1928 eine Orgel, die über 47 Register, drei Manuale und Pedal und eine elektro-pneumatische Traktur verfügte. 1980 erfolgte eine Umstellung auf mechanische Schleifladen und eine Dispositionsänderung. In den Jahren 1988, 1990, 1996, 2004 und 2008 wurde die Disposition weiter verändert und ergänzt, aber einige grundtönige Register von 1928 und der neugotische Prospekt beibehalten. Die heutige Orgel weist folgende Disposition mit 48 klingenden Stimmen auf:
| I Positiv C– |                  |       |      |
| 01.          | Gedackt          | 08′   |      |
| 02.          | Quintade         | 08′   |      |
| 03.          | Praestant        | 04′   | (Br) |
| 04.          | Spitzflöte       | 04′   |      |
| 05.          | Prinzipal        | 02′   |      |
| 06.          | Sesquialter II 0 |       |      |
| 07.          | Quinte           | 1 ⁄3′ |      |
| 08.          | Scharff IV       | 01′   |      |
| 09.          | Rankett          | 16′   | (N)  |
| 10.          | Zink             | 08′   |      |
|              | Tremulant        |       |      |

| II Hauptwerk C– |                |       |     |
| 11.             | Bordun         | 16′   |     |
| 12.             | Prinzipal      | 08′   |     |
| 13.             | Gemshorn       | 08′   |     |
| 14.             | Oktave         | 04′   |     |
| 15.             | Rohrflöte      | 04′   |     |
| 16.             | Quinte         | 2 ⁄3′ |     |
| 17.             | Oktave         | 02′   |     |
| 18.             | Cornett V      |       |     |
| 19.             | Mixtur IV–VI 0 | 02′   |     |
| 20.             | Trompete       | 08′   |     |
| 21.             | Trompete       | 04′   | (N) |

| Spanisches Werk C– |                    |      |     |
| 22.                | Trompeta real      | 8′ 0 | (E) |
| 23.                | Clarin brillante 0 | 4′   | (E) |

| III Schwellwerk C– |               |        |      |
| 24.                | Salizet       | 16′    | (Br) |
| 25.                | Prinzipal     | 08′    |      |
| 26.                | Gambe         | 08′    |      |
| 27.                | Schwebung     | 08′    | (Br) |
| 28.                | Rohrgedackt 0 | 08′    |      |
| 29.                | Oktave        | 04′    |      |
| 30.                | Traversflöte  | 04′    |      |
| 31.                | Nasat         | 2 ⁄3′  |      |
| 32.                | Waldflöte     | 02′    |      |
| 33.                | Terz          | 1 3⁄5′ |      |
| 34.                | Sifflöte      | 01′    |      |
| 35.                | Mixtur IV     | 1 ⁄3′  |      |
| 36.                | Oboe          | 08′    | (E)  |
| 37.                | Basson        | 16′    |      |
| 38.                | Trompete      | 08′    |      |
|                    | Tremulant     |        |      |

| Pedal C– |                |         |      |
| 39.      | Prinzipal      | 16′     |      |
| 40.      | Subbass        | 16′     |      |
| 41.      | Quintbass      | 10 2⁄3′ |      |
| 42.      | Oktave         | 08′     |      |
| 43.      | Gedackt        | 08′     |      |
| 44.      | Hohlflöte      | 04′     |      |
| 45.      | Feldpfeife     | 02′     | (Br) |
| 46.      | Hintersatz V 0 | 2 ⁄3′   |      |
| 47.      | Posaune        | 16′     |      |
| 48.      | Trompete       | 08′     | (N)  |

- Koppeln:
  - Normalkoppeln: I/II, III/I, III/II, I/P, II/P, III/P
  - Superoktavkoppeln: II/II, III/II
  - Suboktavkoppeln: I/II, III/II
- Spielhilfen: Trompeteria an I, an II, an III, an P
- Anmerkungen:

(Br) = Original erhaltenes Register von 1928 (Breil)
(N) = Ergänzungen 1988, 1990 und 1996
(E) = Ergänzungen 2004 und 2008

### Glocken
Der schlanke Westturm trägt ein fünfstimmiges Gussstahlgeläut des Bochumer Vereins mit Glocken aus zwei Generationen. Während die drei großen Glocken (ais°, cis′ und e′) aus dem Jahre 1922 stammen, kamen die beiden kleinen Glocken (fis′ und gis′) 1958 hinzu.

### Bleiglasfenster
Die Kirche verfügt über viele Fenster, die alle farbig gestaltet sind. Alle seitlichen Fenster der Seitenschiffe sind in einer Bandmusterverglasung gefertigt. In den Chorfenstern und den Fenstern über den beiden Seitenaltären finden sich szenische Darstellungen von Friedrich Stummel (1850–1919) und seiner Malerschule in Kevelaer. Ins Zentrum des mittleren Fensters malte er den auferstandenen Christus mit der Siegesfahne, der anzeigt, dass der Tod nicht das Ende ist. Dies erkennt man auch daran, dass Christus als Zeichen seiner Liebe und Hingabe in allen Fenstern rote Gewänder trägt. Das linke Fenster zeigt Christus im Garten Getsemani, wo er kurz vor seinem Tod betet. Darunter sieht man den Kirchengründer Kaiser Heinrich II. und die Apostel Petrus und Paulus, da die Mutterpfarrei der Liebfrauenkirche St. Peter in Recklinghausen ist. Die Begegnung Jesu mit den weinenden Frauen ist im rechten Fenster zu sehen. Über dem linken Seitenaltar ist ein Fenster dem heiligen Josef gewidmet.

## Gemeinde
Die Liebfrauenkirche gehört zur Liebfrauengemeinde, die zurzeit 7700 Seelen beheimatet. Seit 2010 ist die Liebfrauenkirche mit der Pfarrgemeinde St. Petrus Canisius fusioniert. Die Gemeinde bildet einen Pfarrgemeinderat und verfügt über zwei Pfarrbüros.